# Porfyriův strom

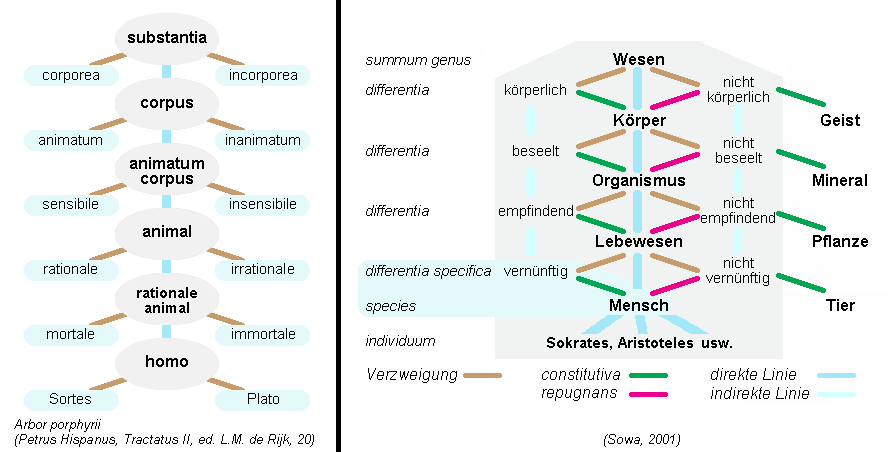
Porfyriův strom (moderní rekonstrukce)

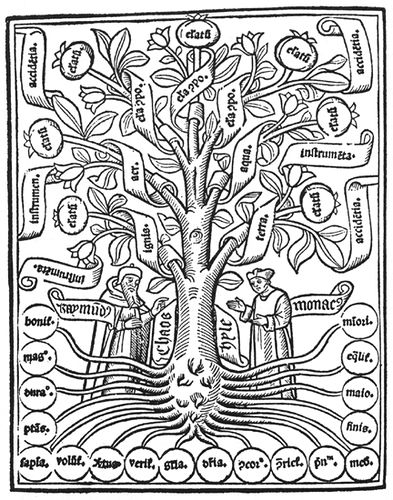
Strom věd podle Ramona Llulla (je zobrazen vlevo dole; dřevoryt, kolem 1500)

Porfyriův strom je stromový graf, který navrhl ve spisu Eisagogé (Úvod) novoplatónský filosof Porfyrios (232–304) jako způsob soustavné klasifikace jsoucen a jistou modifikaci Aristotelových kategorií. Hrál velkou roli ve středověké a raně novověké logice.

## Popis
Substance (substantia, jsoucno, nejvyšší rod) se dělí na tělesné a netělesné (differentia specifica, specifický rozdíl). Těleso (corpus) je vůči substanci druh, ale jakožto rod se dělí specifickým rozdílem „živý – neživý“ na podřízené druhy. Až nejnižší rod, „živočich rozumný“, se dělí na nesmrtelné a smrtelné, což je druh „člověk“ (homo), který zahrnuje všechny možné lidské bytosti. Tak lze uspořádat všechny substance.
Středověký filosof Ramon Llull (1232–1315) uplatnil podobné schéma také na třídění různých věd.
Nauka o kategoriích a Porfyriův strom byly základem středověké „starší logiky“ (logica vetus) a uplatňují se dodnes například v botanické a zoologické systematice jako binominální nomenklatura rodu a druhu.